# 児童買春ツアー
児童買春ツアー（じどうかいしゅんツアー、英: Child sex tourism、CST）は、商品化された児童性的虐待である子供の買春を目的とした買春ツアー。国際連合による児童の権利に関する条約における「子供」の定義は、「18歳未満のすべての者」である。児童買春ツアーは、被害児童に性感染症（HIV/AIDSを含む）、「薬物依存、妊娠、栄養失調、社会的な疎外、死」などの心理的・身体的影響をもたらすことがアメリカ合衆国国務省によって述べられている。児童買春ツアーは、数十億ドル規模のグローバルなセックスツーリズム産業の一環であり、商業的児童性的搾取の問題の一部である。世界で約200万人の子供が児童買春ツアーの被害に遭っている。売春を行う子供の多くは誘拐または拉致によって性的奴隷の境遇に置かれている。
児童を商業的および性的な目的で利用する者は、動機によって分類される。ペドフィリアは一般的に児童買春ツアーと関連付けられているが、彼らは利用者の大多数ではない。加害者には2つのタイプがある。選択的加害者（→preferential abuser）と呼ばれるタイプは、子供との関係を築こうとするためか、性感染症のリスクが低いと考えるためか、あるいは両方の理由から子供を特に好む。状況的利用者（→situational user）と呼ばれる加害者は積極的に子供を探し求めるのではなく、買春相手が子供であることに頓着しない者である。状況的利用者は性行為の前に売春者の年齢を確認することに関心を持たない場合がある。
児童買春加害者はインターネットを利用して児童買春ツアーの機会やもっとも脆弱な立場にある子供が見つかる場所（一般に低所得地域）を探したり情報を交換することができる。多くの政府は、自国外で行われる児童性的虐待に対して国民を起訴することを可能にする法律を制定している。しかし、児童売春ツアーを罰する法律は状況的な加害者を思いとどまらせる効果があっても、特に児童を搾取する目的で旅行するペドフィリアは容易に抑止されるものではない。

## 背景
児童買春ツアーは、貧困、武力紛争、急速な工業化、人口の爆発的な増加と密接に関連している。たとえば、ラテンアメリカや東南アジアでは、ストリートチルドレンが最後の手段として売春に走ることがよくある。さらに、弱い立場にある子供たちは、人身売買業者による搾取の容易な標的となっている。南アフリカ、アメリカ、タイ、カンボジア、インド、ブラジル、およびメキシコは、児童性的搾取の主要なホットスポットとして特定されている。カンボジア、ミャンマー、フィリピン、およびタイにおける被害児童の年齢層は、多い方から6歳から11歳、12歳から15歳、15歳から17歳となっていることが確認されている。
2012年、児童の人身売買、児童売春、児童ポルノに関する特別報告者は次のように報告した。「国際的な児童買春ツアー参加者の出身国は地域によって異なるが、需要は通常ヨーロッパの豊かな国々、北アメリカ、ロシア連邦、日本、オーストラリア、ニュージーランドなど先進工業国からのものとされている。たとえば、オーストラリア人はタイで起訴されたセックスツーリズム客の中で最も多いグループと特定されている（全体の31%）。2003年から2012年4月までのカンボジアでAction Pour Les Enfants（APLE）が調査した146件の事件のうち、32件はアメリカ人、24件はフランス人、20件はベトナム人であった。ケニアの沿岸地域では、例えば、加害者の30%が現地住民であり、70%が外国人であった。イタリア人(18%)、ドイツ人(14%)、スイス人(12%)などで、ウガンダとタンザニア連合共和国からの観光客がリストの5位と6位に入っている。コスタリカでは、入手可能な情報によれば、1999年から2005年までの間に児童の商業的性的搾取の疑いで合計74人が逮捕された。逮捕された人々のうち、56人はコスタリカ国籍であり、18人は外国籍であった」。
タイでは、児童売春の正確な数はわかっていないが、タイの保健システム研究所によると、タイの売春者の40%を児童が占めていると報告されている。カンボジアでは、売春者の約3分の1が18歳未満であると推定されている。インドでは、連邦警察によると、約120万人の子供が売春に関与していると考えられている。最近まで、ブラジルはタイに次ぐ最悪の児童人身売買記録を持つ国と見なされていた。クリス・ロジャースによるBBC Worldの報告では、「ブラジルは現在、世界で最も人気のあるセックスツーリズム地としてタイを追い越している」とされている。DLNの報告によると、「ブラジルでは現在、児童セックスツーリズムのトレンドが高まっており、タイを抜いて1位に躍り出る準備が整っている」とされている。
児童を対象とするセックスツーリズムは、人身売買者にとって莫大な経済的な動機を生み出している。人身売買は推定120万人の児童被害者に影響を与えている。国連薬物犯罪事務所（UNODC）は最近、全世界の人身売買の79%が性的搾取のためであり、これは世界で最も急速に増加している犯罪活動の一つであると述べている。
国際連合児童基金（UNICEF）は、性的活動はしばしば私的な問題と見なされるため、地域社会が性的搾取の事例に対して行動し、介入することに消極的であると指摘している。これらの態度は児童を性的搾取に対して非常に脆弱にしている。ほとんどの搾取は児童が大人の性産業に取り込まれ、地元の人々やセックスツーリズム客によって搾取される形を取る。インターネットは、個人がツアー先や取引方法についての情報を共有するための効率的なグローバルネットワーキングツールとなっている。
アメリカ合衆国の国内法は児童が関与するケースに対して比較的厳しく、アメリカ国民またはアメリカの永住者である者が未成年者との違法行為を目的として海外へ旅行する場合、法的責任を追及されることになる。しかし、児童ポルノ、性的ツーリズム、人身売買の各産業は急成長を続けている。2016年にはニュージャージー州選出のクリス・スミス下院議員の提案による「国際メーガン法」が成立した。それ以前に連邦法化されたメーガン法（ニュージャージー州出身の被害者女児メーガン・カンカにちなむ）は児童を対象とした性犯罪の前科を持つ者の存在を地域に周知することを義務付けるものだったが、国際メーガン法は、児童を対象にした性犯罪者のパスポートにマーキングしたり、海外渡航を渡航先国に通知したり、訪米する性犯罪者についても出発国に同様の通知を求めるものである。アメリカの性犯罪者登録制度は重大な問題を抱えているものの、ECPATやUNICEFなどの人権団体は、これが正しい方向への一歩となると考えている。
ブラジルが目的地国のリストのトップに上る要因の1つは、ブラジルのアマゾン地域におけるスポーツフィッシング業界が隠れ蓑として広範に利用されていることである。2008年のアメリカ国務省報告書には「年の中間時点で、マナウスの連邦警察は、外国人所有の旅行会社がアマゾン地域への釣り旅行を装い、実際にはアメリカとヨーロッパの児童を対象とする性犯罪者向けの買春ツアーを手配しているとの告発を調査し始めた。年末にも外国の法執行当局との協力の下で調査は継続していた」と記されている。別のアメリカ国務省報告書（85ページ）には、「新しい傾向として、アマゾンへの釣り旅行が、ヨーロッパとアメリカの加害者による児童買春ツーリズムの目的で組織されることもある」と述べられている。最近のFOX・アトランタとABCワールド・ニュース・トゥナイトの報道もこの問題を明るみに出している。

## ウェブカメラを介した児童買春ツアー
連邦捜査局の推計によれば、40,000の公開チャットルームにおいて、常に750,000人の加害者がオンライン上に存在している。アムステルダムから行われた10週間の調査により、3DCGモデルの少女「Sweetie」に金銭を払ってカメラの前で性的な行為をさせようとした20,000人のインターネット利用者が発見された。この調査はNGOテールデゾムのオランダ支部による「ウェブカメラを介した児童買春ツアー」を撲滅する取り組みの一環で行われたものである。加害者のうち1,000人はオーストラリア、カナダ、ドイツ、ガーナ、インド、イタリア、モーリシャス、オランダ、南アフリカ、トルコ、イギリス、アメリカに所在していた。イギリスには110人のオンライン虐待者がおり、さらに254人がアメリカのコンピューターからの接続と特定された。テールデゾム・オランダとAvaaz.orgは共同でオンライン請願書を作成し、各国政府に対してネットを通じた児童買春ツアーに対する積極的な捜査政策を採用して子どもたちを保護するようはたらきかけている。

## 世界的な対応
近年、児童買春ツアー犯罪の起訴件数が増加している。少なくとも38か国は自国民を対象とした児童性的虐待犯罪の海外での犯行に対して特別に起訴することを可能にする域外管轄権を持ち、その他の31か国は児童買春ツアーでの犯罪によって自国民を起訴するために利用できる一般的な管轄権の拡張法を有している。2016年5月時点で173か国が、「特に児童が被害を受けがちな、広範かつ持続的な買春ツアーの実態に深刻な懸念」が表明された児童の売買、児童買春、児童ポルノに関する児童の売買等に関する児童の権利条約選択議定書に署名し批准している。議定書はまた、当事国にはこれらの行為が「その重大性を考慮した適切な刑罰によって処罰される」法律を自国の領域内で制定することを求めている。児童買春ツアーへの対応として、非政府組織（NGO）、観光業界、政府が問題に取り組み始めている。世界観光機関(WTO)は児童買春ツアーに対抗するためのタスクフォースを設置した。WTO、エクパットおよび北欧のツアーオペレーターは、1996年に子ども買春防止のための旅行・観光業界行動倫理規範（コードプロジェクト）を作成した。2013年4月時点で、40か国1,200社以上の旅行会社がこの行動規範に署名している。

## 国際的な法執行活動
アメリカ合衆国移民・関税執行局 (ICE) の下位機関である国土安全保障調査局は児童買春ツアー者の捜査と逮捕に参加している。2003年にICEは「オペレーション・プレデター」を開始し、アメリカ国外の1,100人を含む11,000人以上の児童性的虐待者を逮捕した。ICEの捜査官は捜査手法についてコメントを拒否しているが、メディア報道では、身分秘匿捜査員、インターネット上のおとり捜査、高度な技術の使用が行われた可能性が示唆されている。ただし、バンコクのICE捜査官は、タイで児童性的虐待行為に関与していると疑われる外国人について地元NGOから情報を受け取ることがあると述べた。また、アメリカ国内の地方保安官事務所や仮釈放監査官などの地元の法執行機関から、その地域に向かう既知の性犯罪者の情報を提供されることもある。いずれの場合も、現地のICE捜査官は、タイ王国警察と協力して容疑者がタイに滞在している間の行動を監視する。イギリス警察と児童搾取対策オンライン保護センター（CEOP）も児童買春ツアー者の監視に積極的に取り組み、起訴も行っている。国際刑事警察機構も犯罪者の追跡に積極的に取り組んでいる。

## 児童買春ツアーの取り締まり

### アジア
- カンボジア: 2010年の人身取引報告書によれば、カンボジアでは処女の売買が依然として深刻な問題であり、多くのアジア人や他の外国人男性が児童買春ツアーのためにカンボジアを訪れている[43]。カンボジアで1996年に公布された「誘拐、人身取引及び人身の搾取の取締に関する法律[44]」には、児童の商業的性的搾取に対する法規が含まれており、人身売買に重点が置かれているものの売春も対象になっている[45]。カンボジアの合意年齢は15歳であり、1996年法は児童の売春を特に定義したり禁止したりはしていない[45]。カンボジアでは売春者の約3分の1が児童であると推定されている[46]。
- 中国: 2010年の人身取引報告書によれば、中国政府は強制労働、商業的性行為、児童買春ツアーに対する需要の低下に十分な対策を講じていないと報告されている[47]。
- インドネシア: 2010年の人身取引報告書によれば、インドネシアの都市部や観光地（バリやリアウ諸島など）では児童買春ツアーが広まっていると報告されている[47]。最近、バリやバタムなどのインドネシアの島々は児童買春ツアーの名が知れ渡るようになった。これらの島々は性的人身売買の目的地でもあった[45]。インドネシアの刑法によれば、インドネシア国民であればインドネシア国内外で子どもの保護法や刑法に違反した場合に罰せられる[45]。児童保護法第28条は児童の権利を保護するための一般的な法律である[45]。特定の節では児童への性的虐待に関する法律が定められている。一つの法律は、子どもを個人的または商業的な金銭的利益のために利用することは違法であると規定している[45]。この法律に従わない場合、最高で10年の懲役と2億ルピア（約2万2千米ドル）の罰金が科される可能性がある[45]。
- 韓国: 韓国人男性は長い間、アジアにおける児童買春ツアーの主な原動力となってきた。2005年、コリアタイムスは、韓国の児童買春ツアー者の数を減らすための戦略について話し合う国際シンポジウムが開催されたと報じている。シンポジウム「韓国人男性による海外児童・青少年買春旅行の状況と対策」では、アジア全域での韓国人男性による児童売春の問題が議論されたが、特にカンボジアとフィリピンが懸念された。パネリストは、「韓国人男性のセックスツーリズム客が貧しいカンボジアの子どもたちの不運な状況を悪用していると信じられている」と述べ、子どもたちが家族のために性行為を強制されていると述べた[48]。フィリピンについては、報告書は「韓国人がフィリピンで性を買い、時には売春者を虐待することが増えている。フィリピン政府は韓国政府に対し、特に児童から性を買うことに対して断固たる措置を取るよう要請している」と指摘している[48]。2019年の人身取引報告書によれば、韓国の男性はカンボジア、中国、モンゴル、フィリピン、ベトナムで児童買春ツアーに参加している[49]。インターネットなどの技術が、韓国における児童買春ツアーのアクセシビリティを高めるのに役立っている。一部の韓国人男性は、フィリピン、タイ、中国の子どもたちを性の対象として手配している[47]。2013年1月に発表された韓国犯罪学研究所の研究によると、韓国人男性は東南アジアにおける児童買春ツアーの主要な需要市場である。「東南アジアを訪れる外国人の中で、韓国人はその地域全体での児童売春の需要を牽引している」と述べている[50]。記事はさらに「2008年の米国国務省の報告書である『人身取引報告書』では、韓国を東南アジアおよび太平洋諸島での児童買春ツアーの需要の重要な源泉と述べている」と述べている[50]。性的人身売買に対する運動を展開しているソウルを拠点とする団体のリーダーであるユン・ヒジュンは、「ベトナムやカンボジアの売春宿に行けば、韓国語で書かれたチラシが見られる」と主張している[50]。韓国は、韓国国籍の児童性犯罪者を海外で起訴するための法律を備えているが、2014年の報告書には「政府は過去7年間において韓国の児童買春ツアー者を起訴または有罪判決にしたことはない」と記されている[51]。

- ラオス: ラオスの刑法第131条には次のように規定されている。「人身売買とは、欺罔、脅迫、強制、債務奴隷などの手段により、国内または国境を越えて人を募集、移動、転送、隠匿、受領すること、およびその人を強制労働、売春、ポルノグラフィなど国家の伝統に反する行為、人体の一部を取り除くこと、またはその他の違法な目的で使用することを指す。18歳未満の児童に対して上記の行為のいずれかを行った場合、詐欺、脅迫、強制、債務奴隷がなくとも、人身売買と見なされる。人身売買に関与した者は、5年から15年の懲役と10,000,000キープから100,000,000キープの罰金に処せられる」[52]。ラオスの女性の発展及び保護法第24条は次のように規定している。「これらの行為が18歳未満の児童に対して行われた場合、欺罔、脅迫、強制、債務奴隷がなくとも、人身売買が発生したとみなされる。上記の犯罪を犯した者に協力する個人は、教唆、資産や車両の提供、収容施設の提供、違反の痕跡の隠蔽または隠滅などいずれの方法であっても、女性や児童の人身売買の共犯者と見なされる」[52]。2008年の米国国務省の報告書によれば、「警察の汚職、司法部門の弱さ、国民の裁判制度に対する一般的な理解の欠如が人身売買の取締り活動を妨げている... 政府関係者が人身売買に関与または共謀しうるという汚職の問題は解決していない」としている[53]。
- モンゴル: 2010年の人身売買報告書によれば、韓国人と日本人観光客がモンゴルで児童買春旅行を行っていると報告されている[47]。モンゴル政府は児童売春に関する法律を施行している。刑法では16歳未満の組織的な売春を禁止しており、これがモンゴルの性的同意年齢である[45]。16歳未満の者との性交渉も違法であり、この法律に違反すると3年間の懲役または18か月間の地域奉仕が科せられる。モンゴルでは強姦も違法であり、2年から6年の刑が科せられる。繰り返しの違反行為や被害者への傷害がある場合、これらの罰は強化される[45]。
- フィリピン: 児童性的虐待旅行はフィリピンで深刻な問題として知られている。2010年の人身売買報告書によれば、東北アジア、オーストラリア、ヨーロッパ、北米から観光客が訪れ、児童と性行為を行っている。インターネットなどの新技術により、一部の子供たちは他の国の男性とネット上で関係を築き、ポルノ画像を送ることで金銭を得ている[54]。
- タイ: 政府機関と非政府組織の両方が協力して売春宿を摘発するために取り組んできた。また、児童買春旅行の認知度を高め、それを防止する試みも行ってきた[47]。2008年の記録によれば、27,000人の女性と子供が性的虐待に関連する負傷の治療を求めて報告されている[54]。タイでは多くの子供が出生登録されておらず、それにより他国に人身売買され、性的搾取を含む児童労働に強制されることが容易になっている[54]。

### 北アメリカ
- バルバドス: バルバドス政府は商業的な性行為の需要を減らすための顕著な行動をとっていないが、児童対象のものを含む買春ツアーの問題に関する公的なコメントが増加している[43]。
- ドミニカ共和国: 一部の報告によれば、児童買春ツアーは過去の問題ではなく、特に沿岸のリゾート地域において、様々な国から年中児童買春ツアー者が訪れている[43]。現行法には整合性の欠如や抜けがあり、法の解釈や適用を妨げる可能性があると報告されている[45]。児童および青少年を有料の性的活動に利用する犯罪は、児童および青少年の権利の保護に関する法136-03によって定められているで概念化されている[45]。児童ポルノグラフィの所持は許可されており、一部の方法によるポルノグラフィの製作および流布のみが犯罪行為と見なされている[45]。
- キューバ: 2010年の人身売買報告書によれば、キューバ政府は商業的な性行為の需要を減らすための明確な取り組みを行っていない[43]。さらに、政府は児童買春ツアーの問題を認識していないが、最近、16歳以下の子供のナイトクラブへの立ち入りを禁止している[43]。キューバ政府の文書によれば、観光業界の関係者に対して買春ツアー客と思しい者を特定し報告する方法についての訓練が行われたとされている[43]。
- エルサルバドル: 14歳から17歳の性的搾取を受けている子供のうち、3分の1が男の子である。調査対象の子供全体で見た売春への参入年齢の中央値は13歳であった。彼らは週に平均5日働いていたが、約10%が週7日働いていると報告している。最近、特に移民のため問題が増えている。多くの子供たちは就職の約束でだまされ、メキシコや隣国の外国人によって北アメリカの国々に拉致され送られる。被害者のほとんどは、都市部で商業的な性的搾取に強制されるエルサルバドルの田舎の子供たちである。エルサルバドル政府は、人身売買の撤廃に向けた最低基準を完全に遵守していないが、その実現に向けて重要な取り組みを行っている。報告期間中、政府は人身売買に対する法執行活動を継続し、性的搾取のために売られた子供たちに対する支援を提供し続けた。また人身売買の予防活動を継続して行っている。政府はNGO、国際機関、外国政府と協力関係を築いたり継続したりし、人身売買に対する取り組みを推進している。2009年5月、政府はNGOと協力して、商業的な性的搾取の問題に対する認識を高めるキャンペーンを開始し、約4,500人の子供と大人に届けた。政府は国際平和維持活動のための軍の派遣前に行われる訓練に人身売買に関する情報を盛り込んでいる[55]。
- ジャマイカ: 2010年の人身売買報告書によれば、ジャマイカのリゾート地周辺には児童買春ツアーの問題が存在すると、NGO（非政府組織）や地元の観察者が述べている[43]。
- トリニダード・トバゴ: トリニダード・トバゴ政府によれば、児童買春ツアーに関する報告や起訴はなかったとされている[43]。

### 南アメリカ
- アルゼンチン: アメリカ合衆国国務省は、児童買春ツアーがアルゼンチンで問題であると報告しており、特に国境地帯やブエノスアイレスでの問題が顕著である。アルゼンチンの刑法では児童買春ツアーを明示的に禁止していない[45][47]。また、2009年から2010年にかけて児童性的関連の起訴は行われていない。児童買春ツアーの減少を期待し、政府当局は全ての売春宿を閉鎖するよう法執行機関に命じる法律を可決した。しかし、現地の警察によって一斉捜査の前に売春宿に内部情報が漏れることがしばしばあるため、この取り組みは有効ではない[47][56]。
- ブラジル: アメリカ合衆国国務省は、児童買春ツアーが依然として深刻な問題であり、特にブラジル北東部の観光地域で顕著であると報告している。児童買春ツアー者の多くはヨーロッパから来ており、一部はアメリカからも来ている。ブラジルの当局は児童買春ツアー者を直接起訴せず、代わりにNGOによる起訴を許可している[47]。2000年に新たに導入されたブラジルの法律は、「子供または青少年（定義によれば、子供は12歳未満の人、青少年は12歳から18歳の人）を売春や性的搾取に関与させることは、4年から10年の禁錮と罰金の対象である」と規定している[45]。
- コロンビア: コロンビアの刑法第219条は、「買春ツアーの組織化や促進を禁止し、3年から8年の懲役刑を定める」と規定しているが、児童買春ツアー者の起訴や有罪判決の報告はなかった[47]。近年、コロンビアは子供の人身売買に関連する法律を強化しており、特に刑法に従うよう取り組んでいる。しかし、商業的性的搾取の被害に遭った子供と青少年の権利と保護に関する法律はまだ承認を待っている[45]。
- エクアドル: 児童買春ツアーは主に都市部およびテナ市やガラパゴス諸島などの観光地域で発生している[47]。
- ペルー: 児童買春ツアーはイキトス、マドレデディオス、クスコなどで見られる。政府の権限が及ばない特定の地域で、人身売買者が違法に活動していると報告されている[47]。一部の地域は児童買春ツアーの目的地として知られており、ペルーの法律ではこの実践を禁止しているが、児童買春ツアー者の有罪判決の報告はなかった。政府は710人の公務員や観光サービス提供業者に対して児童買春ツアーについての教育を行い、この問題に関する公衆啓発キャンペーンを実施し、観光業界にも児童買春ツアーに関する意識を高めるために取り組んでおり、現在までに全国で60社が行動規範に署名している[47]。
- ウルグアイ: 政府当局は、ホテル従業員や観光業界全体の関係者に対して児童買春ツアーや商業的性的搾取についての意識を高めるための取り組みを継続している。ウルグアイの教育制度では、高校で人身売買に関する教育が引き続き行われている[47]。

## 管轄外司法権
子供との関係で外国で不正な性行為を行う場合、境外の法域において国民を起訴する特定の域外管轄権を持つ国が増加している。2008年、ECPATは、44カ国が管轄外の児童性犯罪の法律を持っていると報告した。以下のリストは特定の引用を含んでいる。

### オーストラリア
オーストラリアは、外国で児童と性行為を行う市民や居住者に対して刑務所刑を規定する法律を導入した最初の国の一つである。これらの法律は1994年7月5日に施行された「犯罪（児童性的観光）修正法1994年」に含まれている。また、性的活動を促進し、利益を得たり、児童との性行為を推奨する活動に関与することも犯罪とされている。
オーストラリア市民、永住者、法人が海外で16歳未満の児童と性行為を行い、または促進・利益を得ることは犯罪である。これらの違反行為には、個人に対しては最大25年の懲役刑、企業に対しては最大50万ドルの罰金が科される。

### カナダ
カナダは、児童性的観光に関連する犯罪（児童売春など）や児童性的搾取犯罪（わいせつ行為、児童ポルノ、近親相姦など）について、海外で犯された罪をカナダ国内で逮捕・起訴することを可能にする刑法規定を導入している（それぞれ1997年5月26日と2002年7月23日に施行された法案C-27およびC-15A）。有罪判決には最大14年の懲役刑が科される。

### 香港
香港では、2003年12月の「児童ポルノ禁止条例」（第579章）により、児童性的観光に関連する犯罪が導入され、新たな付則2に記載された24件の性犯罪に対して域外管轄権が与えられた。これにより、被告人または児童が香港との関連性を持つ場合、香港外で児童に対して行われる行為は違法となる。また、このような行為に関連する任意の取り決めを行うことや、そのような取り決めを広告することも犯罪とされている。

### イスラエル
イスラエル刑法第1章第15節は、イスラエルの刑法が、イスラエル市民またはイスラエルの居住者によって外国で犯された犯罪行為（重罪または軽罪）に対して、例外なく適用されることを定めている。これは、未成年者に関する第VIII章第X条（売春と淫行）に関連する場合のことである。
同じ章の第203B条は、売春や人身売買を通じた未成年者の売春の搾取に対する刑法である。
同じく第203C条は、クライアントに特化した刑法である。「未成年者の売春の行為に利用される者は、3年の懲役刑に処せられる」。
2016年2月現在、第203C条は3年から5年の懲役刑に厳罰化する改正が進行中である。

### 日本
1999年の「児童買春、児童ポルノに係る行為等の処罰及び児童の保護等に関する法律」は、「児童買春に関与したり、児童ポルノ商品を販売したり、外国の児童を強制的に売春させる目的で他国へ送る者は、懲役または罰金に処せられる。外国でこのような犯罪を犯した日本国民は同じ罰を受ける」と規定している。

### ニュージーランド
2005年の「犯罪改正法」によれば、「ニュージーランド市民および居住者が他の国で児童と性的行為または活動を行うことは犯罪である」と規定されている。

### ロシア
ロシア連邦刑法第12条は、「ロシア連邦の国境外で犯罪を犯したロシア連邦の市民および常住の無国籍者は、本刑法により刑事責任を負う。ただし、外国の裁判所がこれらの人物に関してこの犯罪についての判決を下している場合を除く」と規定している。
2013年12月28日の連邦法第380-FZにより、刑法が改正され、未成年者からの性的サービスの受領に関する法律が追加された。改正刑法の第240.1条によれば、「18歳以上の者が16歳から17歳の未成年者から性的サービスを受けることは、最大240時間の強制労働、または最大2年の自由制限、または最大4年の強制労働、または同じ期間の禁錮刑とされる。本条において、性的サービスは、性交、アナル性交、レズビアン行為またはその他の性的行為を意味し、その遂行の条件として未成年者または第三者への金銭またはその他の報酬、未成年者または第三者への報酬の約束が含まれる」と規定されている。
第240.3条（2012年2月29日の連邦法第14-FZにより改正）は、「本条の第1項および第2項に規定される行為が14歳未満の者を売春に関与させる場合、これは禁錮3年から10年の刑を科し、その間特定の役職の就任や特定の活動の従事を制限する刑を最大15年まで科し、または1年から2年の自由制限を付したり、それを伴わない場合もある」と規定している。

### シンガポール
シンガポール刑法、第376C条（シンガポール外での18歳未満の未成年者との商業的な性交渉）は次のように規定している。「(1) シンガポールの市民または永住者であり、シンガポール外で行われた場合、シンガポールで行われたときに第376B条に違反する行為を行った者は、犯罪とみなされる」。

### スイス
スイスの連邦警察庁は「連邦当局は近年、児童買春ツアーに対する取り組みを強化している。児童ポルノと児童性犯罪に関する特別な連邦警察庁のユニットは、国内外の多くのパートナーサービスと緊密に協力している。2008年6月以来、一般市民が児童買春ツアーの事例を適切な司法当局に報告するためのオンラインフォームが利用可能となっている」と述べている。
スイス刑法第5条3項（適用の地域的範囲/海外での未成年者への犯罪）は次のように規定している。「1 この法典は、スイスに滞在し、引渡しされていない場合に、次のような犯罪を海外で犯した者にも適用される。abis.3 依存する者との性行為（第188条）および報酬を伴う未成年者との性行為（第196条）；b. 14歳未満の被害者である場合に、児童との性行為（第187条）」。
第296条3項（性行為の搾取/報酬を伴う未成年者との性行為）は2013年9月27日に改正され、次のように規定している。「未成年者と性行為を行い、または未成年者に性行為を行わせ、その対価として報酬を提供または約束する者は、3年を超えない禁錮または罰金刑に処せられる」。
第187条1項（未成年者の発達を危険にさらす行為/児童との性行為）は次のように規定している。「1. 16歳未満の児童と性行為を行い、または児童にそのような行為を誘発し、または児童を性行為に巻き込む者は、5年を超えない禁錮または罰金刑に処せられる。2. 当事者間の年齢差が3年を超えない場合は、この行為は犯罪ではない」。

### 韓国
児童及び青少年の性的虐待防止法によれば、第33条（海外で犯罪を犯した韓国市民の処罰）は次のように規定している。「韓国の領土外で児童または青少年に対して性犯罪を犯した韓国市民を刑事処罰する場合、刑法第3条に基づき、国は関連する外国から迅速に刑事情報を取得し、そのような犯罪者を処罰するよう努めるであろう」。2012年のECPATの報告書によると、「海外で児童と性的関係を持つ国民に対する法外管轄権の執行については進展が必要である... 韓国の適用される法律によって『児童』の定義が異なるため...これらの異なる定義は、各法律の適用方法についての不確実性を生じさせ、複数の機関による執行の協力不足や統一性の欠如を招く」。

### イギリス
2003年性犯罪法により、イギリスの市民および居住者は海外での児童に対する性犯罪を行った場合、イングランド、ウェールズ、および北アイルランドで起訴されうる。スコットランドでも刑事法（統合）法（スコットランド）1995に同様の規定が存在している。これらの犯罪のいくつかは終身刑の刑罰を伴い、有罪となった者は性犯罪者として登録される。2013年時点で、この法律に基づく裁判で2人のイギリス市民が投獄されている。それはバリー・マクラウドとデイビッド・グラハムである。

### アメリカ合衆国
2003年4月のPROTECT法により、アメリカ合衆国の連邦犯罪とされ、アメリカの市民または永住権を持つ外国人が18歳未満の者と外国で違法な性行為を行う場合、それが予め海外に出かける前に意図されていたかどうかに関わらず、起訴されることとなった。PROTECT法において、違法な性行為とは18歳未満の者との外国でのいかなる商業的性行為も含まれる。この法律では、商業的性行為とは18歳未満の者に対して何らかの価値が与えられるか受け取られるかに基づいた性行為を指す。2003年のPROTECT法成立前、検察官は買春ツアー者が子供を虐待する意図を持って海外に渡ったことを証明しなければならなかったが、それはほぼ不可能であった。PROTECT法は負担を転嫁し、加害者が行為そのものに対して責任を負うようにした。刑罰は最大で15年から最大で30年の禁固刑とされた。

### 欧州連合
2011年の児童の性的虐待及び児童ポルノに対する戦闘に関する指令によれば、第17条（管轄権と検察の調整）には次のように規定されている。「1. 加盟国は、次のいずれかの場合に、第3条から第7条に掲げられた犯罪に対する管轄権を確立するために必要な措置を講じるものとする。(a) 犯罪が全体または部分的に加盟国の領土内で犯された場合。または (b) 加害者が自国の国民の一人である場合」。これは、EU加盟国が国外で犯された児童性犯罪について自国の国民を起訴するべきであることを意味している。2015年までに、ほとんどの加盟国はこの条文を取り入れている。